# برده‌داری در عمان

شبکه تجارت برده‌داری در آفریقای قرون میانه

برده‌داری در منطقه ای که بعدها به عمان تبدیل شد از عهد باستان وجود داشته است. عمان از دهه ۱۶۹۰ تا ۱۸۵۶ میلادی با زنگبار متحد شد و مرکز مهم تجارت برده در اقیانوس هند از زنگبار شروع می‌شد. برده‌داری در عمان در سال ۱۹۷۰ میلادی لغو شد.

## امپراتوری عمان
در طول امپراتوری عمان (۱۶۹۲–۱۸۵۶)، عمان مرکز تجارت برده‌های زنگبار بود. برده‌ها از سواحل سواحیلی شرق آفریقا از طریق زنگبار به عمان قاچاق می‌شدند. بردگان از عمان به شبه جزیره عربستان و ایران صادر می‌شدند.
مسیر دومی از تجارت برده نیز - شامل افرادی از آفریقا و آسیای شرقی، که در ارتباط با حج مسلمانان، به مکه و مدینه، به جده در شبه جزیره عربستان قاچاق می‌شدند - وجود داشت. این بردگان از طریق حجاز به عمان وارد شدند.

## مسقط و عمان
در سال ۱۸۵۶ میلادی امپراتوری عمان به سلطان‌نشین زنگبار (۱۸۵۶–۱۹۶۴) و سلطنت مسقط و عمان (۱۸۵۶–۱۹۷۰) تقسیم شد، اما تجارت برده ادامه یافت. زنگبار اسماً تجارت برده را در سال ۱۸۷۶ میلادی لغو کرد. اما در عمل، تجارت برده ادامه یافت.
تجارت برده از آفریقا در اواخر قرن نوزدهم کوچکتر شد، اما تجارت برده از حجاز ادامه یافت. در دهه ۱۹۴۰ میلادی، سومین مسیر تجارت برده مورد توجه قرار گرفت، که در آن بلوچ‌های بلوچستان از طریق خلیج فارس عبور می‌کردند که بسیاری از آنها برای رهایی از فقر خود یا فرزندانشان را فروخته بودند.
برده‌های زن به‌عنوان خدمتکار خانگی و به‌عنوان هم‌بالین (برده‌های جنسی) استفاده می‌شدند، در حالی که برده‌های مرد عمدتاً در صنعت مروارید به عنوان غواصان مروارید استفاده می‌شدند. در سال ۱۹۴۳ میلادی گزارش شد که دختران بلوچ از طریق عمان به مکه فرستاده می‌شدند، جایی که به دلیل در دسترس نبودن دختران قفقازی دیگر به عنوان صیغه (در متن اصلی: هم‌بالین) محبوب بودند و به قیمت ۳۵۰–۴۵۰ دلار فروخته می‌شدند.

### فعالیت‌ها علیه تجارت برده‌داری
امپراتوری بریتانیا، با امضای کنوانسیون برده داری در سال ۱۹۲۶، موظف به مبارزه با برده‌داری و تجارت برده در تمام سرزمین‌های تحت کنترل مستقیم یا غیرمستقیم امپراتوری بریتانیا بود. مسقط و عمان توسط انگلیسی‌ها به عنوان داشتن رابطه خاص با امپراتوری بریتانیا مورد توجه آنان بود. مانند بقیه کشورهای خلیج فارس، انگلیسی‌ها کنترل خود بر منطقه را برای انجام کاری در مورد برده‌داری و تجارت برده کافی نمی‌دانستند؛ بنابراین، سیاست بریتانیا این بود که به جامعه ملل اطمینان دهد که منطقه از همان معاهدات ضد برده‌داری که توسط بریتانیا امضا شده بود پیروی می‌کند، اما همزمان از هرگونه بررسی بین‌المللی در منطقه که ممکن بود که این ادعاها را رد کند جلوگیری می‌کرد.
در سال ۱۹۳۶ میلادی، بریتانیایی‌ها به جامعه ملل اذعان کردند که هنوز برده‌داری و تجارت برده در عمان و قطر ادامه دارد، اما ادعا کردند که این تجارت محدود است و تمام بردگانی که در دفاتر بریتانیایی در شارجه درخواست پناهندگی می‌کردند، آزاد شده‌اند. در دهه ۱۹۴۰ میلادی چندین پیشنهاد از سوی بریتانیا برای مبارزه با تجارت برده و برده‌داری در منطقه ارائه شد، اما هیچ‌کدام قابل اجرا تلقی نشدند.

## لغو
پس از جنگ جهانی دوم، فشار بین‌المللی فزاینده ای از سوی سازمان ملل متحد برای پایان دادن به تجارت برده وجود داشت. در سال ۱۹۴۸ میلادی، سازمان ملل متحد در اعلامیه جهانی حقوق بشر، برده‌داری را جنایت علیه بشریت اعلام کرد، پس از آن انجمن بین‌الملل ضد برده داری اشاره کرد که حدود یک میلیون برده در شبه جزیره عربستان وجود دارد که جنایتی علیه کنونسیون برده‌داری ۱۹۲۶ است و از سازمان ملل درخواست کرد که کمیته ای برای رسیدگی به این موضوع تشکیل دهد.
برده داری در عمان در سال ۱۹۷۰ میلادی به‌طور رسمی لغو شد.